# Sikorsky R-4
El Sikorsky R-4 fue un helicóptero biplaza diseñado por Ígor Sikorski, con un único rotor principal tripala y propulsado por un motor radial. El R-4 fue el primer helicóptero producido en masa a gran escala del mundo y el primer helicóptero usado por las Fuerzas Aéreas del Ejército, Armada y Guardia Costera de los Estados Unidos, y la Real Fuerza Aérea y Marina Real del Reino Unido. En servicio con la Armada y Guardia Costera estadounidenses, el aparato fue conocido como Sikorsky HNS-1. En el servicio británico fue conocido como Hoverfly.

## Desarrollo

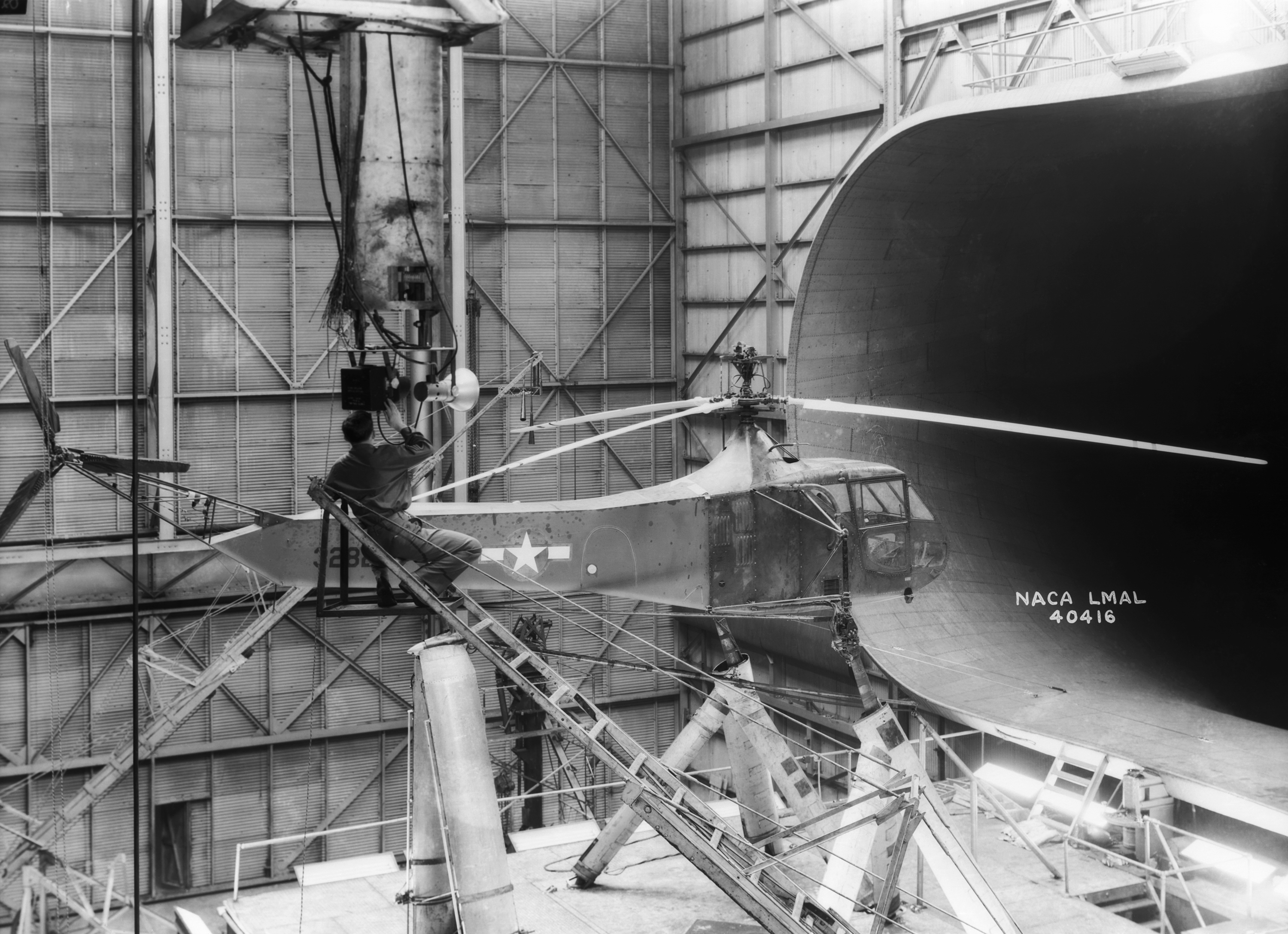
En esta imagen de 1944, uno de los helicópteros Sikorsky YR-4B/HNS-1 del Centro de investigación de Langley se ve en el túnel a escala real de 30x60.

El VS-316 fue desarrollado desde el famoso helicóptero experimental VS-300, inventado por Igor Sikorsky y mostrado en público en 1940. El VS-316 fue designado como XR-4, bajo la serie de las Fuerzas Aéreas del Ejército de los Estados Unidos para las aeronaves de Alas Rotativas (Rotorcraft). El XR-4 voló por primera vez el 14 de enero de 1942, y fue aceptado por el Ejército el 30 de mayo del mismo año. El XR-4 batió todos los récords de helicóptero previos en autonomía, altitud y velocidad que se habían establecido anteriormente. El XR-4 completó un vuelo de 1225 km desde Bridgeport, Connecticut, a Wright Field, Ohio, y estableció un récord para helicópteros de altura máxima de 3700 m (12 000 pies), mientras alcanzaba las 100 horas de vuelo sin mayores problemas, y una velocidad tope cercana a los 145 km/h.
El Almirantazgo británico, teniendo conocimiento del VS-300, equipó un buque disponible, el Empire Mersey, con una plataforma de aterrizaje de 24x12 m, destinado a mostrar a la Armada estadounidense sus trabajos con autogiros embarcados. Tras su pérdida en 1942 provocada por un U-Boot, fue reemplazado por el SS Daghestan. Las primeras pruebas de aterrizaje en plataforma a bordo del Daghestan se llevaron a cabo en 1944. Los británicos recibieron dos de los primeros ocho helicópteros construidos.
El 5 de enero de 1943, las Fuerzas Aéreas del Ejército de los Estados Unidos ordenaron 29 prototipos. Los tres primeros fueron designados YR-4A y fueron usados en pruebas de evaluación. El YR-4A se aprovechaba de un motor Warner R-550-1 de 130 kW (180 hp), comparado con el R-500-3 de 123 kW (165 hp) del prototipo, y de un diámetro de rotor aumentado en 30 cm. La evaluación del YR-4A mostró la necesidad de más mejoras, incluyendo la recolocación de la rueda de cola más atrás en el puro de cola, saliendo el escape por el lateral en lugar de hacia abajo, y aumentando la capacidad de combustible en 19 l. Estos y otros cambios de diseño llevaron a la designación de los últimos prototipos como YR-4B, que fueron usados en pruebas de servicio y entrenamiento de vuelo.
United Aircraft anunció el 5 de noviembre de 1944 que se había completado el centésimo helicóptero, y que la tasa de producción había alcanzado las cinco unidades cada seis días.

## Historia operacional

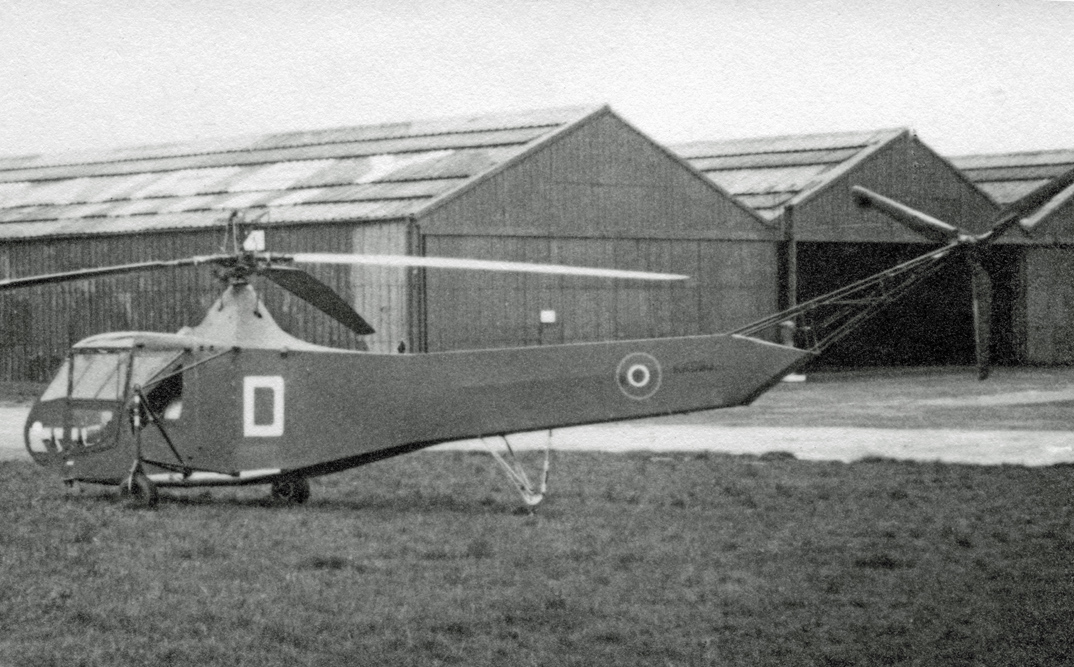
Hoverfly I de la Real Fuerza Aérea en uso por la Fairey Aviation a finales de 1945.

Tras el hundimiento del USS Turner en enero de 1944, un Sikorsky R-4 llevó plasma sanguíneo a las víctimas de Nueva York. El 22-23 de abril de 1944, el Teniente del Ejército estadounidense Carter Harman del 1st Air Commando Group realizó el primer rescate de combate de un helicóptero, usando un YR-4B en el Teatro China-Birmania-India. A pesar de la gran altitud, humedad, y capacidad para sólo un pasajero, Harman rescató a un piloto de un avión de enlace derribado y a sus tres pasajeros, soldados británicos, dos cada vez. El 22-23 de enero de 1945, otro rescate realizado por el R-4 implicó varios tramos para repostar y navegar a través de montañas de casi 3000 m (10 000 pies) de altura, para alcanzar una estación meteorológica localizada a una elevación de 1400 m (4700 pies). La altitud mayor de lo normal requirió de una carrera colina abajo de 6,1 m para conseguir despegar.
Mientras el R-4 estaba siendo usado para realizar rescates en Birmania y China, también estaba siendo usado para transportar partes entre las Unidades de Reparación de Aviación embarcadas en el Pacífico Sur. El 23 de mayo de 1944, seis barcos zarparon con dos R-4 en cada nave. Los barcos habían sido configurados como talleres de reparación flotantes para los aviones de las Fuerzas Aéreas del Ejército en el Pacífico Sur. Cuando los helicópteros no se usaban para llevar partes de una zona a otra, eran reclutados para realizar misiones de evacuación médica o humanitarias.
En servicio con la Real Fuerza Aérea, el R-4 fue bautizado Hoverfly. La Escuela de Entrenamiento de Helicópteros, formada en enero de 1945 en RAF Andover, fue la primera unidad militar británica en ser equipada con el helicóptero. Muchos Hoverfly Mark I de la RAF fueron transferidos a la Marina Real para entrenamiento, y uno fue usado en 1945-46 por la Fairey Aviation para desarrollar sistemas de rotor para su helicóptero Gyrodyne.

## Variantes

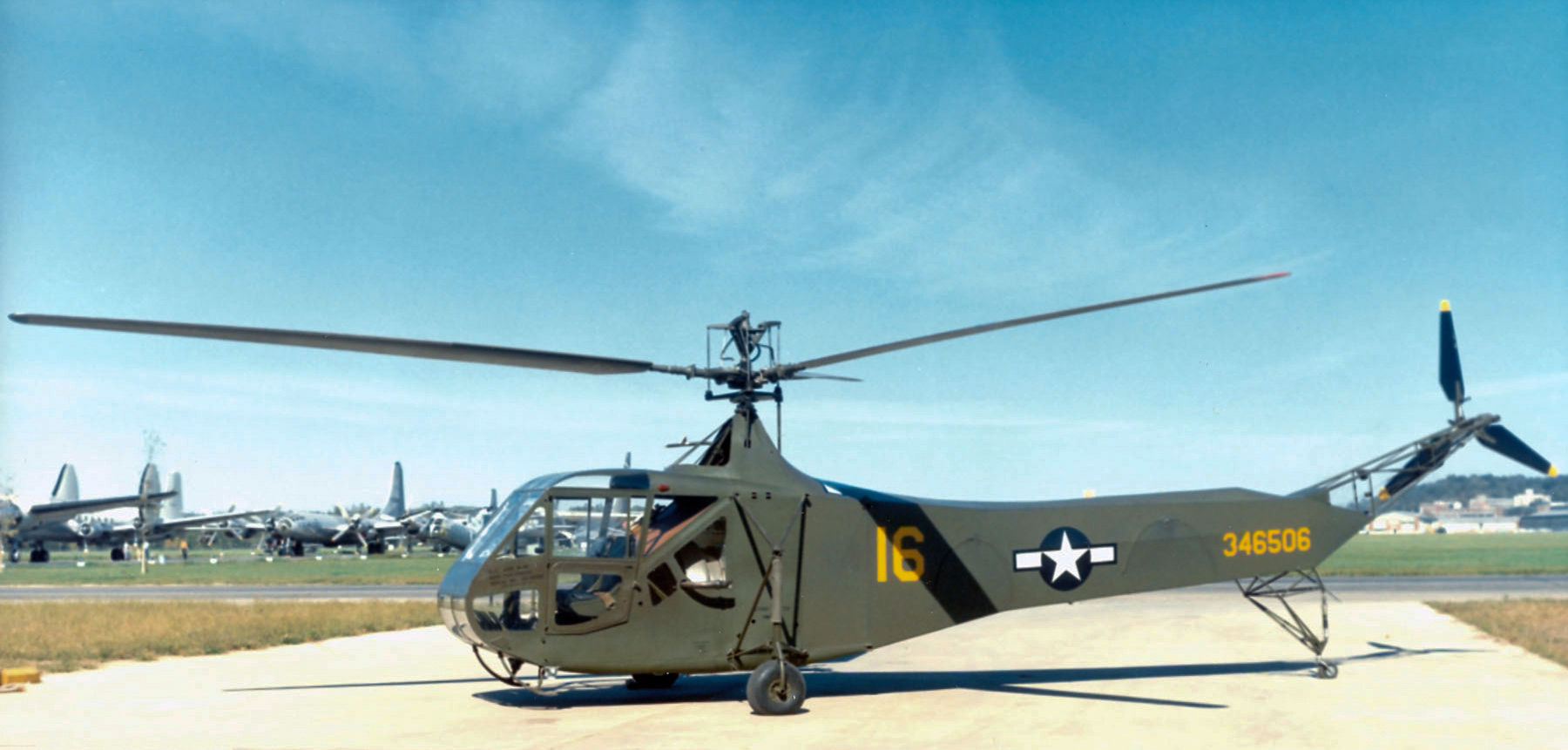
Sikorsky R-4B en el Museo Nacional de la Fuerza Aérea de Estados Unidos.

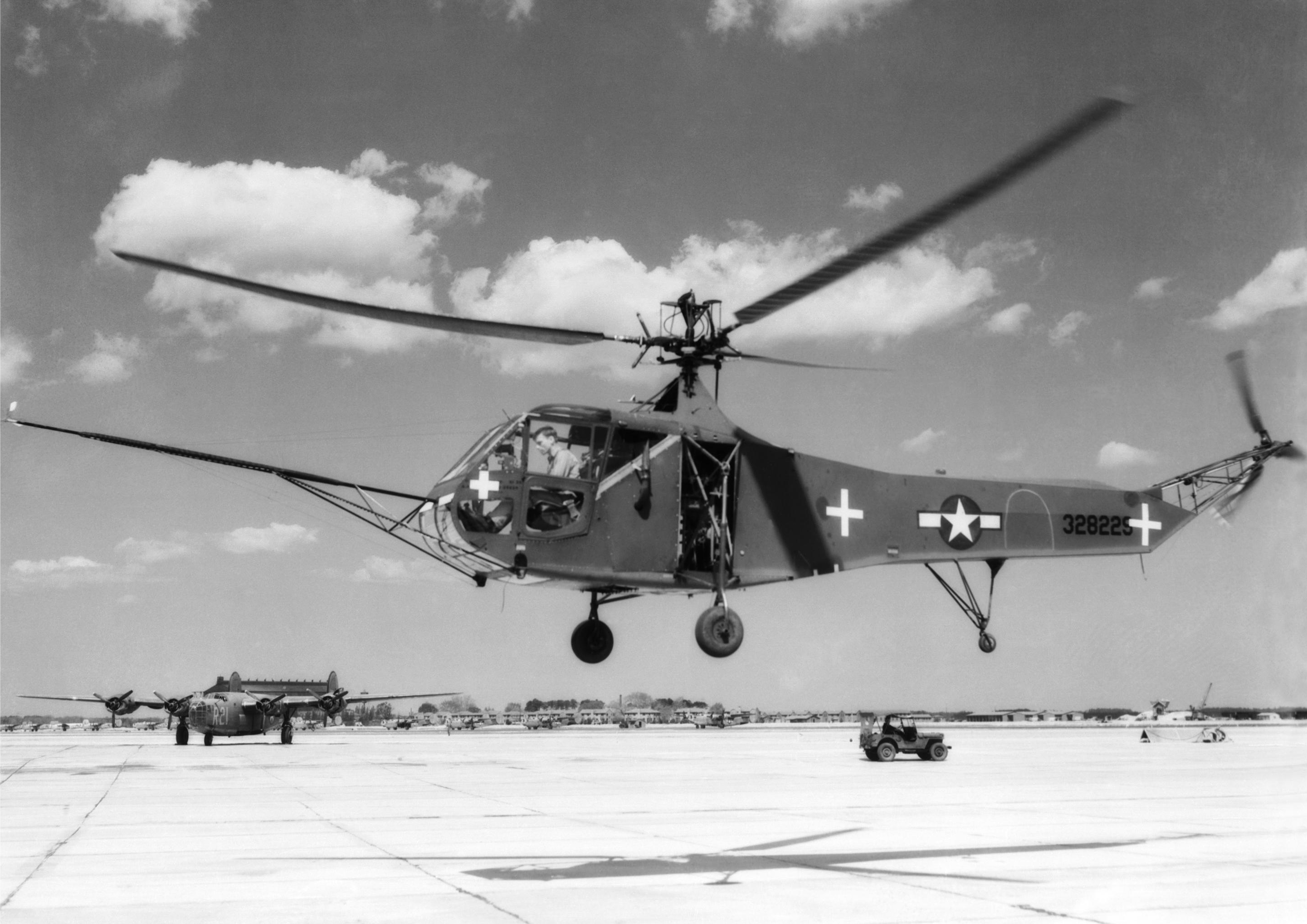
YR-4B en Langley.

Algunos R-4 tenían la rueda de cola localizada en el extremo trasero del puro, cerca del rotor de cola, mientras que otros la tenían en el punto medio del puro. Además, algunos tenían pequeños tubos de escape del motor "embrionarios", mientras que otros los tenían mucho más largos, que se extendían verticalmente y luego hacia atrás, por encima de los soportes del tren de aterrizaje principal.
XR-4
Un prototipo Model VS-316A con dos tripulantes y controles duales, motor R-500-3 de 165 hp; se convirtió en el XR-4C.
YR-4A
Versión con mayor diámetro del rotor y motor R-550-1 de 180 hp, tres construidos.
YR-4B
Versión con cambios en detalle, 27 construidos para realizar pruebas de desarrollo, seguidos por un lote adicional de 14 unidades, siete para la Armada estadounidense como HNS-1.
R-4B
Versión de producción con motor R-550-3 de 200 hp, 100 construidos, incluyendo 20 para la Armada estadounidense y 45 para la Real Fuerza Aérea.
XR-4C
Prototipo XR-4 remotorizado con un R-550-1 de 180 hp y con el más grande rotor del YR-4A.
HNS-1
Tres YR-4B y 22 R-4B transferidos a la Armada estadounidense; tres desviados a la Guardia Costera de los Estados Unidos.
Hoverfly I
Designación militar británica del R-4 de la Real Fuerza Aérea y Armada Real; 52 entregados y uno más tarde transferido a la Real Fuerza Aérea Canadiense.
Sikorsky S-54
Un R-4B modificado con el asiento del observador detrás de la caja del rotor principal, para pruebas.

## Operadores
Estados Unidos
- Fuerzas Aéreas del Ejército de los Estados Unidos[17]
- Guardia Costera de los Estados Unidos[18]
- Armada de los Estados Unidos[19]

 Reino Unido
- Arma Aérea de la Flota[19]
- Real Fuerza Aérea[20]

## Aeronaves en exhibición
Reino Unido

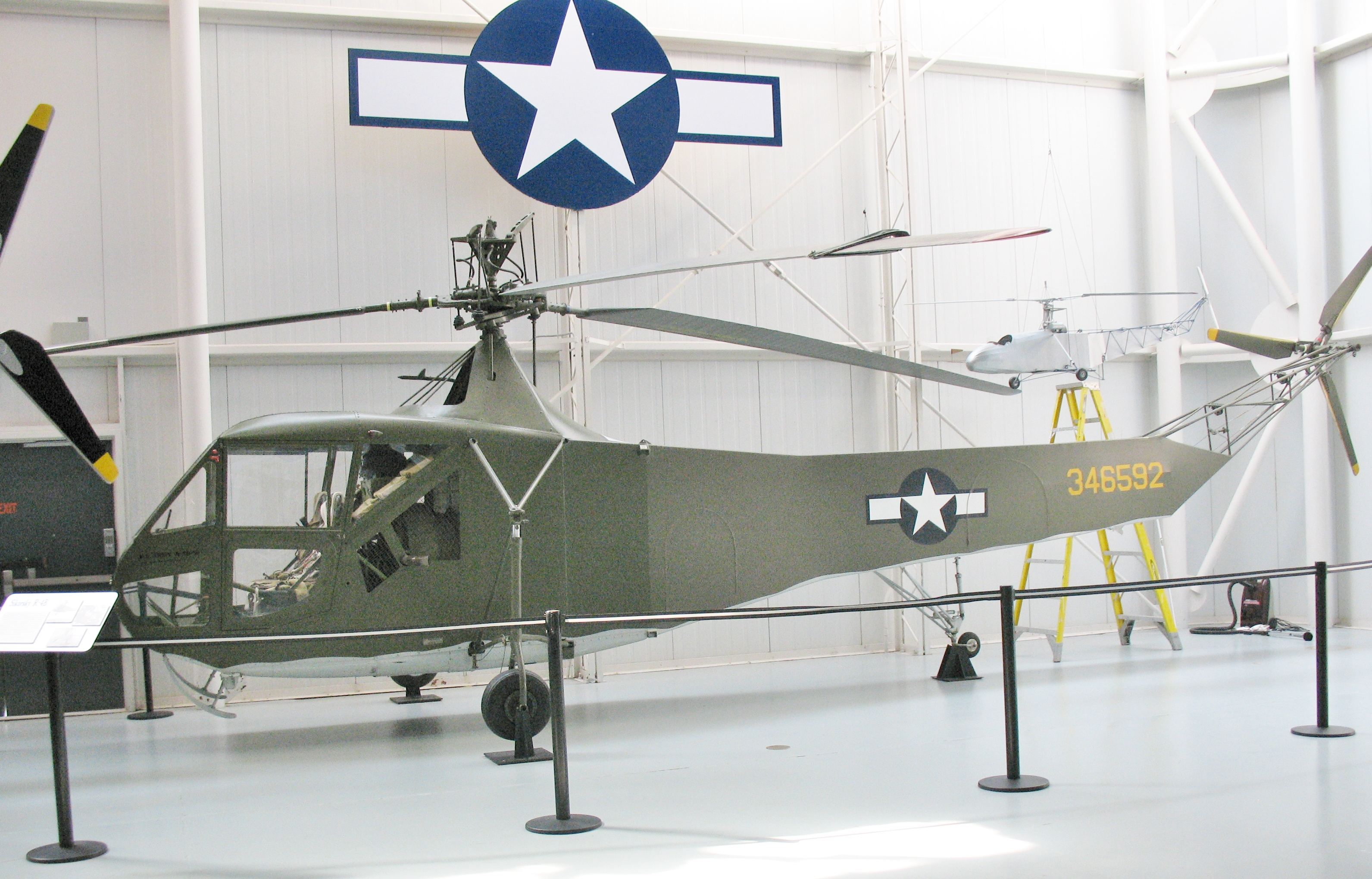
R-4B Hoverfly, US Army Aviation Museum.

- Hoverfly Mk.I, KL110 (pintado como el KK995) en el Museo de la Real Fuerza Aérea Británica de Londres. Suministrado bajo el Préstamo-Arriendo, llegó a Gran Bretaña en febrero de 1945. Voló con la RAF, y más tarde con la Marina Real, hasta 1951. Fue usado por el Colegio de Aeronáutica, en Cranfield, hasta que fue donado al museo de la RAF en 1966.[21]

Estados Unidos
- Prototipo XR-4C, en el Centro Steven F. Udvar-Hazy del Museo Smithsoniano.
- R-4B (número de serie 43-46506), está en exhibición en el Museo Nacional de la Fuerza Aérea de Estados Unidos en la Base de la Fuerza Aérea Wright-Patterson, cerca de Dayton (Ohio). Fue donado por la Universidad de Ilinois en 1967.[22]
- R-4B (número de serie 43-46503), está en exhibición en el New England Air Museum, localizado cerca del Aeropuerto Internacional Bradley, Windsor Locks, CT.[23]
- National Museum of Naval Aviation en Pensacola, Florida. Exhibe un HNS-1 Hoverfly (número 39047), en estático de interior con los colores de la Guardia Costera estadounidense.
- Army Aviation Museum en Fort Rucker, Alabama. R-4B Hoverfly (número de serie 43-46592) y R-6A Hoverfly II (número de serie 43-45473) del Ejército estadounidense en exhibición estática de interior.[24]
- El Yanks Air Museum en Chino (California), tiene un R-4B (número de serie 43-46534) en su hangar de restauración.[25]

## Especificaciones (R-4B)

### Características generales
- Tripulación: Uno (piloto)
- Capacidad: Un observador
- Longitud: 10,2 m (33,5 ft)
- Diámetro rotor principal: 11,5 m (37,7 ft)
- Altura: 3,8 m (12,5 ft)
- Peso vacío: 952 kg (2098,2 lb)
- Peso cargado: 1170 kg (2578,7 lb)
- Planta motriz: 1× motor radial de siete cilindros refrigerado por aire Warner R-550.
  - Potencia: 149 kW (205 HP; 203 CV)

### Rendimiento
- Velocidad máxima operativa (Vno): 120 km/h (75 MPH; 65 kt)
- Velocidad crucero (Vc): 105 km/h (65 MPH; 57 kt)
- Alcance: 210 km (113 nmi; 130 mi)
- Techo de vuelo: 2400 m (7874 ft)

## Aeronaves relacionadas

### Desarrollos relacionados
- Vought-Sikorsky VS-300
- Sikorsky R-5

### Aeronaves similares
- Focke-Achgelis Fa 223
- Flettner Fl 282
- Platt-LePage XR-1

### Secuencias de designación
- Secuencia S-_ (interna de Sikorsky): ← VS-44 - S-45 - VS-300 (S-46) - S-47 - S-48 - S-49 - S-50 - S-51 - S-52 - S-53 - S-54 - S-55 - S-56 - S-57 →
- Secuencia R-_ (Alas Rotatorias del USAAC/USAAF, 1941-1948): R-1 - R-2 - R-3 - R-4  - R-5 - R-6 - R-7 →
- Secuencia HN_S (Helicópteros de Entrenamiento de la Armada estadounidense, 1944-1948 (Sikorsky, 1928-1962)): HNS